# 구기노촌 (구마모토현 아소군)
구기노촌(일본어: 久木野村)은 일본 구마모토현 아소군에 있던 촌이다.  2005년 2월 13일에, 하쿠스이촌, 조요촌이 합병해, 미나미아소촌이 되었다.

## 지리
구마모토현 동쪽의 아소화구바라 안에 있으며, 난고다니의 중앙을 동서로 흐르는 시라카와 강을 경계로 한 남부 일대에 있다. 

## 역사
2005년 2월 13일 - 구기노촌, 하쿠스이촌, 조요촌이 합병해, 미나미아소촌의 일부가 되어 소멸하였다.

## 참고 문헌
- 角川日本地名大辞典編纂委員会, 『角川日本地名大辞典 43 熊本県』1987, 角川書店